# Omologia (biologia)
Si dicono omologhi tra loro organi di specie diverse derivanti dalla stessa porzione dell'embrione.
Normalmente si può riconoscere l'omologia di organismi dallo stesso phylum. Solo strutture particolari sono certamente omologhe in organismi filogeneticamente più lontani (es. canale digerente).
Più in generale, si dicono omologhi tra loro organi che hanno la stessa origine ma svolgono funzioni diverse, come la pinna di un pesce e la zampa di un gatto, o l'ala di un uccello e il braccio di un uomo.
Si dicono invece analoghi organi che svolgono la stessa funzione ma provengono da origine diversa, come le ali di uccelli e insetti.

## Storia
Un importante contributo è venuto verso la fine del XVIII secolo dalla Metamorfosi delle piante di Goethe, col quale questi mostrò la natura omologa delle componenti di piante diverse, e soprattutto quella di fasi successive della vita di una stessa pianta (petali e foglie). 
La portata scientifica dell'opera deve essere inquadrata nella storia dello sviluppo del concetto di "omologia" in biologia. Benché alcuni concetti risalgano ad Aristotele, i primi studi di anatomia comparata furono sviluppati da Pierre Belon per gli uccelli nel 1555. Ai primi dell'Ottocento diversi studiosi in Germania e in Francia portarono avanti studi di morfologia comparata, ma il concetto di omologia (e il vocabolo stesso applicato alla biologia) culminarono nel 1843 con gli studi di Richard Owen. 
Owen trasse ispirazione da Goethe nei suoi studi sulle piante.
Secondo Goethe l'infinita varietà delle piante diffuse sulla terra non sarebbe apparsa di getto, ma sarebbe l'espressione di un'unica «pianta-tipo» originaria ("die urpflanze"), che egli contrapponeva alla rigida suddivisione in generi e specie imposta dai botanici del suo tempo.